# Andreas Stjernen
Andreas Stjernen (* 30. Juli 1988 in Levanger) ist ein ehemaliger norwegischer Skispringer. Seine größten sportlichen Erfolge sind die Goldmedaillen mit der norwegischen Mannschaft bei den Olympischen Winterspielen 2018 in Pyeongchang und bei der Skiflug-Weltmeisterschaft 2018 in Oberstdorf.

## Werdegang
Stjernen gab sein internationales Debüt am 12. Februar 2005 beim Continental-Cup-Springen in Brotterode. In den beiden Springen erreichte er den 49. Platz. Bei den Junioren-Weltmeisterschaften 2005 im finnischen Rovaniemi erreichte er mit der Mannschaft den sechsten Platz. Von September 2005 bis Januar 2006 startete Stjernen im FIS Cup. Bei den Junioren-Weltmeisterschaften 2006 in Kranj wurde er im Einzel Neunzehnter und mit der Mannschaft im Teamspringen Fünfter. Ab März 2006 startete er erneut im Continental Cup. Dabei konnte er am 12. März 2006 in Bischofshofen erstmals Continental-Cup-Punkte gewinnen. Bei den Junioren-Weltmeisterschaften 2007 in Tarvisio sprang er erneut mit dem Team auf den fünften Platz. Im Einzel kam er am Ende auf den 44. Platz. Nach steigenden Leistungen startete er am 15. März 2009 in der Qualifikation zum Weltcup-Skifliegen in Vikersund. Er konnte sich dabei jedoch mit dem 49. Platz nicht für das Springen qualifizieren.
Am 5. Dezember 2009 startete er erstmals bei einem Weltcup-Springen in Lillehammer und gewann mit einem 19. Platz auch erstmals Weltcup-Punkte. Seine erste Top-Ten-Platzierung im Weltcup erreichte er am 15. Januar 2011 in Sapporo mit Rang acht. Am 5. März 2011 gewann Stjernen in Kuopio erstmals ein Springen des Continental Cups. Im darauffolgenden Winter 2011/12 dominierte er den Continental Cup mit fünf Siegen und zwei weiteren Podiumsplatzierungen, so dass er sich am Ende die Gesamtwertung sichern konnte.
Am 16. Februar 2013 erreichte Stjernen mit einem zweiten Platz beim Skifliegen auf der Heini-Klopfer-Skiflugschanze in Oberstdorf seinen ersten Weltcup-Podestplatz. Einen Tag später gewann er mit der norwegischen Equipe das Mannschaftsskifliegen im Rahmen der FIS-Team-Tour 2013 und errang damit nicht nur seinen ersten Weltcupsieg, sondern trug auch zum Gesamtsieg der Norweger bei der Team-Tour bei, die durch den Tagessieg die zuvor führende slowenische Auswahl noch abfangen konnten.
Bei den Nordischen Skiweltmeisterschaften 2013 im Val di Fiemme belegte er im Einzel auf der Normalschanze den 13. Rang und den 18. Rang auf der Großschanze. Mit der Mannschaft wurde er Vierter. Am Ende der Saison 2012/13 belegte Stjernen den dritten Platz der Skiflug-Gesamtwertung.
Am 15. August 2014 konnte er beim Springen im französischen Courchevel erstmals einen Wettbewerb des Sommer-Grand-Prix für sich entscheiden.
In der Weltcup-Saison 2015/16 konnte Stjernen seinen zweiten und dritten Podestplatz in einem Einzelspringen erzielen. Er wurde sowohl im Dezember 2015 auf der Normalschanze in Lillehammer als auch im Februar 2016 auf der Flugschanze in Vikersund Dritter. Mit Platz zwölf im Gesamtweltcup erreichte er seine bis dahin beste Platzierung.
Bei den Nordischen Skiweltmeisterschaften 2017 in Lahti belegte er im Einzelwettbewerb auf der Normalschanze den 17. Platz und im Mixed-Teamwettbewerb wurde er mit der norwegischen Mannschaft Fünfter. Im Einzelwettbewerb auf der Großschanze verpasste er als Vierter nur knapp eine Medaille. Im Mannschaftswettbewerb holte er zusammen mit Anders Fannemel, Johann André Forfang und Daniel-André Tande die Silbermedaille hinter Weltmeister Polen. Am 16. März 2017 gelang ihm als Zweiter in Trondheim eine weitere Podestplatzierung. Im Gesamtweltcup 2016/17 landete er auf Rang zwölf und wiederholte damit das Ergebnis aus der Vorsaison.
Goldmedaille im Teamspringen der Olympischen Winterspiele 2018
Am 13. Januar 2018 konnte er beim Skifliegen in Bad Mitterndorf erstmals einen Einzelwettbewerb im Weltcup für sich entscheiden. Bei der Skiflug-Weltmeisterschaft 2018 in Oberstdorf belegte er im Einzel den fünften Rang. Im Mannschaftswettbewerb konnte er zusammen mit Robert Johansson, Johann André Forfang und Daniel-André Tande die Goldmedaille gewinnen.
Bei den Olympischen Winterspielen 2018 im südkoreanischen Pyeongchang belegte er im Einzelwettbewerb auf der Normalschanze den 15. Platz und im Einzelwettbewerb auf der Großschanze den achten Platz. Im Mannschaftswettbewerb auf der Großschanze holte er zusammen mit Daniel-André Tande, Johann André Forfang und Robert Johansson die Goldmedaille vor den Teams aus Deutschland und Polen. Nach seinem Sieg beim Skifliegen am Kulm folgten für ihn bei in Skiflug-Wettbewerben am Saisonende ein zweiter Platz in Vikersund sowie ein achter und ein fünfter Rang in Planica. Mit diesen Ergebnissen entschied er die Skiflugwertung 2017/18 für sich.
Beim nationalen Wettbewerb von der Granåsen Großschanze in Trondheim wurde Stjernen am 15. Januar 2019 norwegischer Meister.
Bei den Weltmeisterschaften 2019 im österreichischen Seefeld in Tirol  gewann er im abschließenden Mixed-Mannschaftswettbewerb gemeinsam mit Anna Odine Strøm, Maren Lundby und Robert Johansson die Bronzemedaille. Zuvor hatte er in den Einzelwettbewerben Platz 29 von der Groß- und Platz 25 von der Normalschanze erreicht und war mit der norwegischen Mannschaft Fünfter im Teamwettbewerb der Herren geworden. Nachdem er nach dem ersten Durchgang des Normalschanzen-Wettbewerbs von Toni-Seelos-Olympiaschanze gemeinsam mit Thomas Aasen Markeng noch auf dem siebten Platz rangierte, fiel er bei zunehmend schwierigeren Bedingungen im zweiten Durchgang auf den 25. Platz zurück.
Der sportliche Leiter der deutschen Mannschaft Horst Hüttel kritisierte, dass die Jury nicht aufgrund des dichten Schneefalls eingegriffen habe: „Der zweite Durchgang war komplett irregulär. Wenn das nicht irregulär ist, dann verstehe ich die Welt nicht mehr. Dafür gibt es ein Wettkampf-Management. Die haben kläglich versagt.“
Auch der österreichische Verbandspräsident Peter Schröcksnadel sprach von einer Lotterie und kritisierte das Festhalten am Zeitplan:
„Wir haben Glück gehabt. Wir haben eine Bronzene in der Lotterie gewonnen und darüber freuen wir uns. Es war ein verrücktes Springen und für mich nicht regulär. (…) Mit längerem Zuwarten hätte man den dichtesten Schneefall übertauchen können, das schnelle Durchziehen nur für das Fernsehen ist nicht richtig gewesen.“
Anfang März 2019 kündigte der damals 30-jährige Stjernen sein Karriereende nach der Raw Air 2019 an. Schließlich beendete er schon im Laufe der Raw Air, nach dem Springen in Trondheim am 14. März 2019, seine Karriere. Bei seinem letzten Springen erreichte er mit Platz zwei hinter Ryōyū Kobayashi nochmals eine Podestplatzierung.

## Persönliches
Andreas Stjernen ist Sohn des ehemaligen Skispringers und Funktionärs Hroar Stjernen (* 1961).

## Erfolge

### Weltcupsiege im Einzel
| Nr. | Datum           | Ort             | Typ         |
| --- | --------------- | --------------- | ----------- |
| 1.  | 13. Januar 2018 | Bad Mitterndorf | Flugschanze |

### Weltcupsiege im Team
| Nr. | Datum           | Ort        | Typ         |
| --- | --------------- | ---------- | ----------- |
| 1.  | 5. März 2011    | Oberstdorf | Flugschanze |
| 2.  | 23. Januar 2016 | Zakopane   | Großschanze |
| 3.  | 18. März 2017   | Vikersund  | Flugschanze |
| 4.  | 25. März 2017   | Planica    | Flugschanze |
| 5.  | 10. März 2018   | Oslo       | Großschanze |
| 6.  | 17. März 2018   | Vikersund  | Flugschanze |
| 7.  | 24. März 2018   | Planica    | Flugschanze |

### Grand-Prix-Siege im Einzel
| Nr. | Datum           | Ort        | Typ         |
| --- | --------------- | ---------- | ----------- |
| 1.  | 15. August 2014 | Courchevel | Großschanze |

### Continental-Cup-Siege im Einzel
| Nr. | Datum            | Ort     | Typ           |
| --- | ---------------- | ------- | ------------- |
| 1.  | 5. März 2011     | Kuopio  | Großschanze   |
| 2.  | 20. Januar 2012  | Sapporo | Normalschanze |
| 3.  | 22. Januar 2012  | Sapporo | Großschanze   |
| 4.  | 17. Februar 2012 | Oslo    | Normalschanze |
| 5.  | 18. Februar 2012 | Oslo    | Normalschanze |
| 6.  | 19. Februar 2012 | Oslo    | Normalschanze |

## Statistik

### Weltcup-Platzierungen
| Saison  | Platz | Punkte |
| ------- | ----- | ------ |
| 2009/10 | 56.   | 036    |
| 2010/11 | 48.   | 056    |
| 2011/12 | 37.   | 092    |
| 2012/13 | 19.   | 418    |
| 2013/14 | 43.   | 103    |
| 2014/15 | 36.   | 134    |
| 2015/16 | 12.   | 607    |
| 2016/17 | 12.   | 591    |
| 2017/18 | 08.   | 665    |
| 2018/19 | 19.   | 335    |

### Skiflug-Weltcup-Platzierungen
| Saison  | Platz | Punkte |
| ------- | ----- | ------ |
| 2010/11 | 42.   | 015    |
| 2011/12 | 48.   | 001    |
| 2012/13 | 03.   | 313    |
| 2014/15 | 11.   | 096    |
| 2015/16 | 10.   | 177    |
| 2016/17 | 14.   | 099    |
| 2017/18 | 01.   | 257    |
| 2018/19 | 27.   | 043    |

### Grand-Prix-Platzierungen
| Saison | Platz | Punkte |
| ------ | ----- | ------ |
| 2010   | 82.   | 001    |
| 2011   | 50.   | 033    |
| 2012   | 30.   | 075    |
| 2013   | 61.   | 026    |
| 2014   | 11.   | 178    |
| 2015   | 73.   | 012    |
| 2016   | 52.   | 032    |
| 2017   | 58.   | 021    |